# 風車之役
風車之役是1838年11月的戰事之一, 源自1837年起義, 250名自稱為愛國獵手的人以薄弱的軍力攻打上加拿大, 最後被當地1,633名保皇派民兵和皇家英國軍隊打敗。